# Дикастерий
Дикасте́рий (греч. δικαστήριον) — суд присяжных в Древней Греции, прежде всего в Афинах.

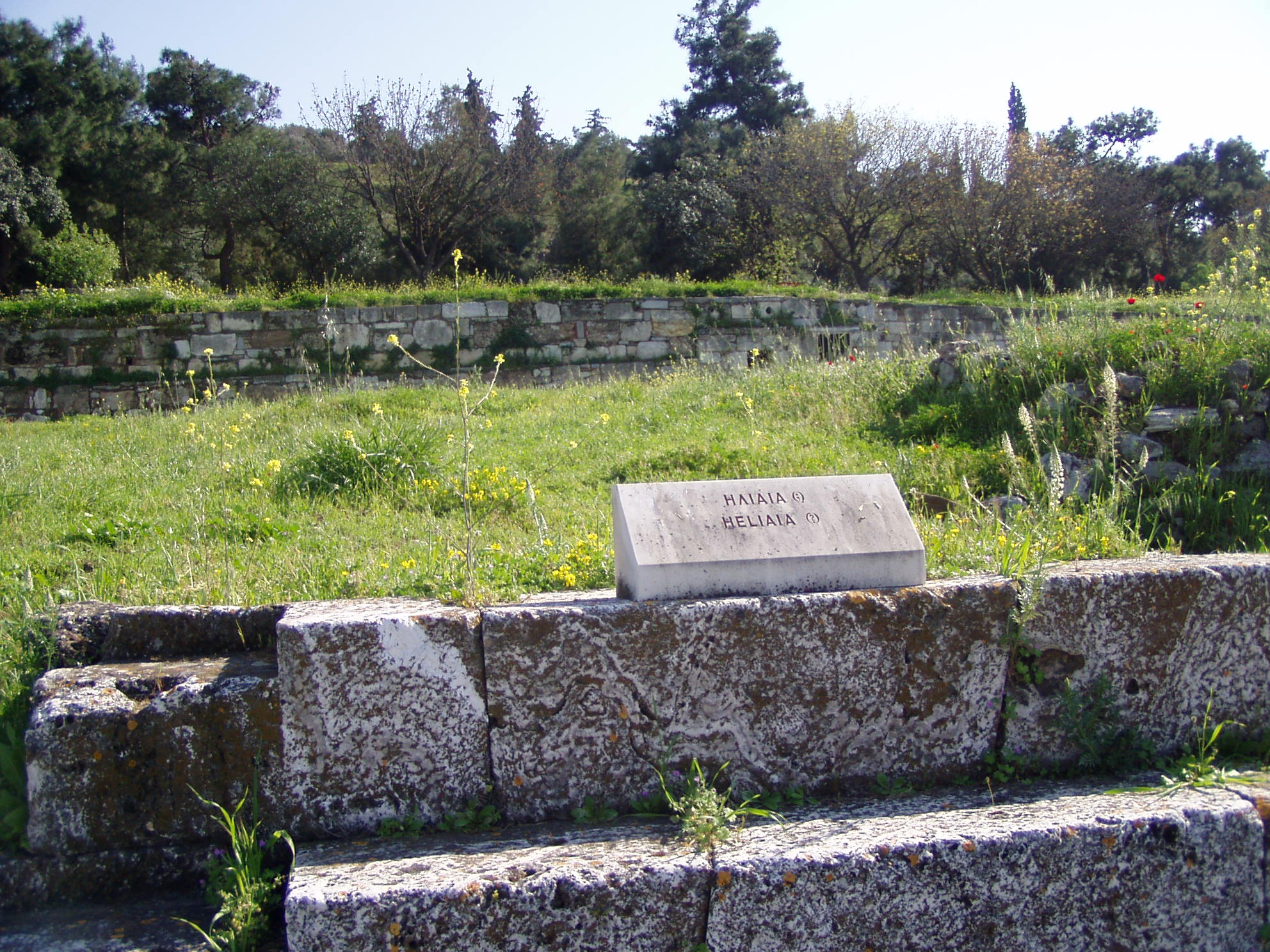
Гелиея на Афинской агоре

Дикастерий назывался также Гелиэйя (ἡλιαία), по имени площади Гелиея (Ἡλιαία) на Афинской агоре, на которой происходили заседания суда; народных судей называли дикастами и гелиастами. Многолюдность суда (в Митилини, например, число судей доходило иногда до 883), публичность его заседаний под открытым небом и безапелляционность решений были отличительными чертами афинского дикастерия, равно как и соответствующих учреждений в других греческих республиках.
Народный суд считался у греков неотъемлемой принадлежностью и необходимым условием демократического строя общины; деятельное участие в отправлении правосудия входило в само понятие гражданина греческой общины, как определялось оно Аристотелем. Вот почему первая организация народного суда в Афинах, с помощью положительных законов, была делом основателя афинской демократии и первого предстателя афинского демоса, Солона. Показания в этом смысле сравнительно поздних греческих писателей нашли себе подтверждение в новооткрытом (1891 год) сочинении Аристотеля об афинском государственном устройстве. Законы Солона (VI век до н. э.), по мысли законодателя, возвращали афинскому народу те основные права гражданина — верховенство в законодательстве и в суде, — которые были мало-помалу отняты у большинства гражданского населения Аттики и обратились в привилегию меньшинства, эвпатридов.
Законами Солона создана была многолюдная судебная коллегия, дикастерий, члены которой назначались жребием из всего афинского гражданства и которая пользовалась правом постанавливать в апелляционном порядке окончательные приговоры по делам, раньше решённым отдельными должностными лицами или коллегией; некоторые дела решались дикастерием в первой и единственной инстанции. Подробности судебной организации, нам известные, относятся приблизительно к эпохе с 450 до 322 годы до н. э.; но не подлежит сомнению, что эта организация была только дальнейшим развитием начал, введённых в афинскую конституцию Солоном.
В пору высшего развития демократии дикастерий афинян представляется в следующем виде: присяжные судьи, дикасты или гелиасты, выбирались ежегодно, в числе 6000 человек, с помощью жребия, под наблюдением 10 должностных лиц, а именно 9 архонтов и их секретаря; в жеребьёвке могли участвовать все граждане, достигшие 30 лет, не опороченные по суду и не состоящие должниками перед государством.
Судьи выбирались при помощи жребия, от всех 10 фил в равном числе, по 600 человек.
Судьи каждой филы подразделялись по жребию на 10 секций, по возможности равночисленных и в зависимости от входивших в состав округа демов. 10 секций обозначались первыми 10 буквами греческого алфавита (α — κ), которыми по мере жеребьёвки судей отмечались набираемые подразделения каждого округа. Таким образом произведённая по филам жеребьёвка давала в результате на целый год службы секции смешанного состава (τα δικαστήρια), из граждан разных фил и разных демов, в равном приблизительно числе от каждой филы и каждого дема.
В знак своего звания судья получал бронзовую или буковую марку, с его личным именем, отчеством, именем дема и буквой секции; таких дощечек дошло до нас более 60. Общая всем буква алфавита объединяла членов дикастерия в одну группу, и таких групп было десять. Судьи давали общую присягу — судить по законам и народным постановлениям, а в случаях, законами не предусмотренных, — по совести, без лицеприятия и вражды. Из 6000 судей действительными были собственно 5000; тысяча остальных служили для пополнения случайных недочётов в секциях; впрочем, известен случай, когда заседали все 6000 дикастов. Из общего числа присяжных судей, также при помощи жребия и под наблюдением тех же должностных лиц, составлялись действовавшие в различных судебных местах сессии (τα δικαστήρια). В зависимости от характера и степени важности процесса число судей в сессии колебалось между 201 и 6000. Гражданские дела на сумму меньше 1000 драхм решались собранием в 201 гелиаста; для разбора дел выше этой суммы требовался 401 гелиаст. Уголовные, особенно политические процессы разбирались собранием судей гораздо более многолюдным: 1501 судья решали дело о виновности Перикла в растрате государственных денег, 501 участвовали в обвинительном приговоре над Сократом, политический процесс против Пистии решался собранием 2501 судьи, и проч.
В присутственные дни правосудие отправлялось в нескольких судебных местах сразу; нужное для всех их общее число судей набиралось посредством жребия, причём каждый округ доставлял приблизительно десятую часть всего числа. Число судей для различных судебных мест было неодинаково: 201, 401, 415, 501 и т. д.; набиралось оно для каждого судилища тоже жребием, из общего числа только что выделенных дикастов (έπικληροΰν τα δικαστήρια, πληροΰν τά δ.). Судебные места отмечались буквами алфавита, начиная с одиннадцатой (λ), и букв употреблялось столько, сколько судилищ назначено было для разбора дел, номерам судебных мест соответствовали номера марок (в виде жёлудя), с помощью которых дикасты приурочивались к тому или другому судилищу. При входе в это последнее судья опускал свой жёлудь (βάλανος) в урну и получал от привратника жезл, окрашенный в тот самый цвет, как и входная дверь судилища.
Со времени введения платы присяжным судьям каждый из них получал в судилище марку (σύμβαλον), по предъявлении которой выдавалось судье вознаграждение: первое время — 1 обол, потом 3.
За вычетом дел о предумышленном убийстве и подобных, подлежавших ведению ареопага, а также дел о мелких проступках, навлекавших на виновного лёгкие наказания и не выходивших за пределы ведомства должностных лиц и коллегий, все прочие процессы, частные и политические, гражданские и уголовные, разбирались в дикастерии; ему же принадлежало право решать во второй и последней инстанции дела по жалобам на постановления других учреждений. За должностными лицами и коллегиями оставались начинание дела по жалобам граждан, предварительное расследование (ἀνάκρισις), с приготовлением всех документов для дикастерии, и председательствование в народном суде. Впрочем, роль председателя состояла исключительно в наблюдении за правильным ходом процесса, без всякого вмешательства в дебаты; председатель не резюмировал прений и не входил в оценку выяснившихся перед судьями данных. Вообще, афинским законодательством приняты были все меры к тому, чтобы окончательный приговор народного суда был по возможности справедливым, свободным и независимым от подкупа и иных посторонних влияний. По окончании прений судьи, без предварительного между собой совещания, по приглашению председателя, приступали к тайной подаче голосов камешками: цельный (πλήρης) служил для оправдания, просверленный (τετρυπημένη) — для обвинения; равенство голосов было равносильно оправданию.
Компетенция дикастерия не исчерпывалась отправлением правосудия в собственном смысле слова. Благодаря тому, что вступлению в должность кандидатов, выбранных народом или указанных жребием, обязательно предшествовало испытание благонадёжности их перед собранием судей, которое и решало окончательно вопрос о кандидате, благодаря также тому, что всякое постановление народного собрания, даже вошедшее в силу закона, могло быть обжаловано перед дикастерием, как не согласное с существующими законами, дикастерий был высшим органом власти афинского народа, единственным органом, имевшим силу произвести и освятить необходимые изменения в существующем праве и государственном порядке.
Ещё более древними, чем законы Солона, являются по-видимому Гортинские законы, обнаруженные при раскопках в городе Гортина на Крите.